# Geisenhausen

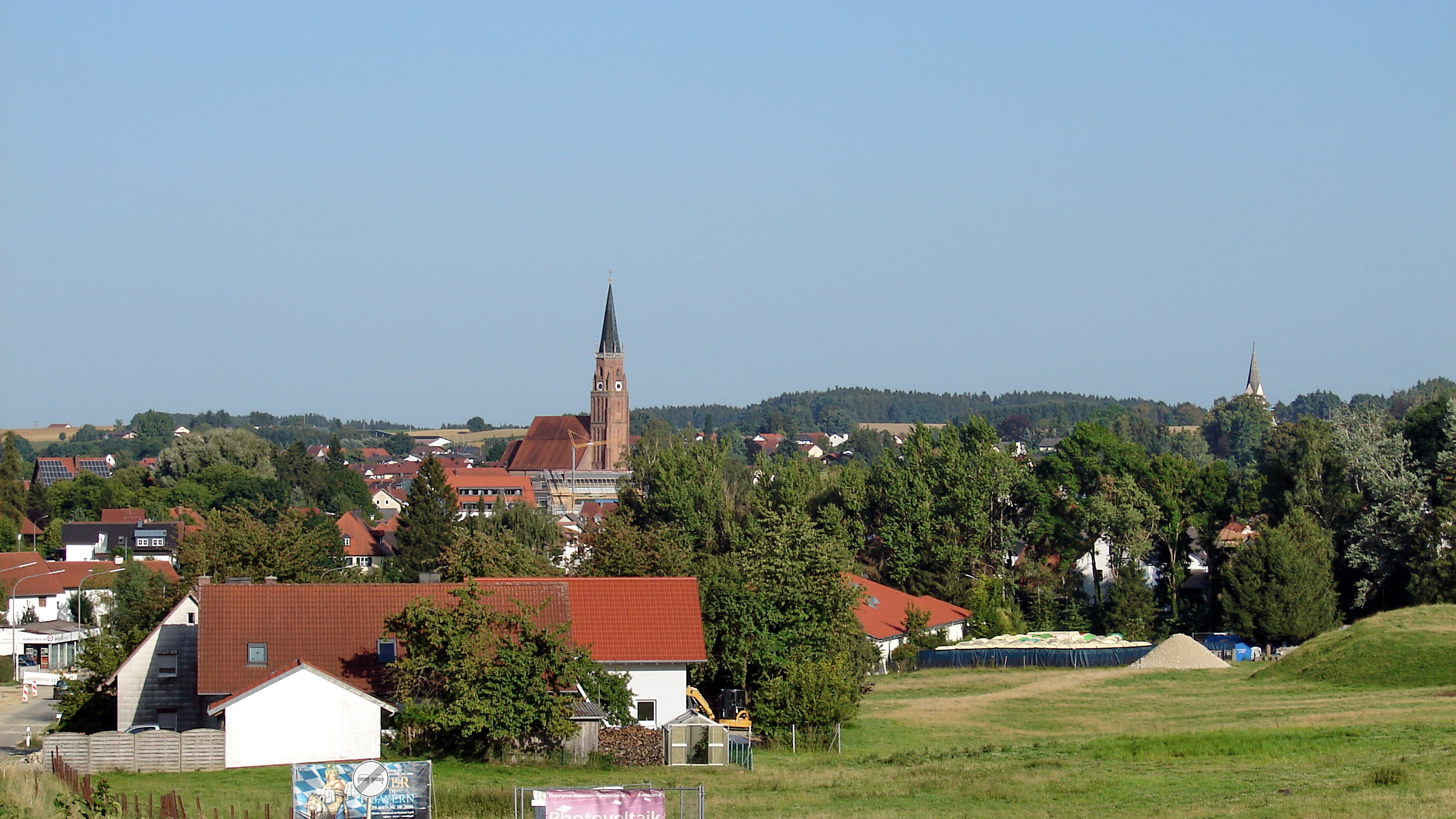
Ortsansicht von Nordwest

Geisenhausen ist ein Markt im niederbayerischen Landkreis Landshut.

## Geographie

### Geographische Lage
Der Ort liegt im kleinen Vilstal, etwa zehn Kilometer südöstlich der Stadt Landshut zwischen den Städten Landshut und Vilsbiburg.

### Gemeindegliederung
Es gibt 101 Gemeindeteile:
- Adermühle
- Aign
- Aiteröd
- Albanstetten
- Allmannsberg
- Armannsberg
- Asang
- Asbach
- Aukam
- Bach
- Bettenbach
- Birken
- Buch
- Diemannskirchen
- Eiselsdorf
- Feichten
- Feldkirchen
- Feldmühle
- Feuerberg
- Fimbach
- Floiten
- Gallersgrub
- Gammelsreut
- Geisenhausen
- Gerzenberg
- Gerzer
- Giglberg
- Glatzmühle
- Grabmühle
- Hagenau
- Haid
- Haselbach
- Haunersdorf
- Helmsau
- Helmsdorf
- Hermannskirchen
- Hofmühle
- Höhenberg
- Hohlhof
- Holzhausen
- Hörlkam
- Ippenberg
- Irlach
- Johannesbergham
- Kaindl
- Kammerlehen
- Kiebelberg
- Kiemannsstetten
- Klause
- Kochgrub
- Königsreit
- Kuglberg
- Kuglöd
- Lampeln
- Linden
- Lochham
- Loh
- Loh
- Maulberg
- Mellenberg
- Neutenkam
- Obergrub
- Oberhaarbach
- Oberrettenbach
- Oberschneitberg
- Öd
- Oedgarten
- Perlkam
- Rampoldsdorf
- Rebensdorf
- Reinthal
- Reit
- Reith
- Reut
- Ringstetten
- Salksdorf
- Scheueck
- Schlicht
- Schlott
- Schneitberg
- Schrannen
- Steinberg
- Stephansbergham
- Stockberg
- Stopfen
- Straß
- Stützenbruck
- Sutten
- Thal
- Tiefengrub
- Unterrettenbach
- Veitelsöd
- Vils
- Vogelsang
- Vorrach
- Westersbergham
- Wies
- Winn
- Wolfsteig
- Zeil
- Zeilbach

## Geschichte

### Mittelalter
Die Ortschaft wurde wohl im 6./7. Jahrhundert gegründet. In den Annalen des Domkapitels Augsburg findet sich 980 erstmals ein Hinweis auf Gisinhusa (Haus des Giso). Das Domkapitel verwaltete seinen Besitz durch einen Vogt. Inhaber der Vogtei waren die Grafen von Steffling, von ihnen ging sie auf die Edlen von Haarbach über, von diesen auf die Grafen von Hals, dann auf die Grafen von Ortenburg und schließlich auf die Herren von Fraunhofen. Seit Mitte des 11. Jahrhunderts ist die Organisation der Herrschaft Geisenhausen erkennbar. Nach Gisinhusir und Gisenhuse taucht 1315 erstmals die Ortsbezeichnung Geisenhausen auf. Am 25. November 1327 wurde Geisenhausen das Marktrecht verliehen.

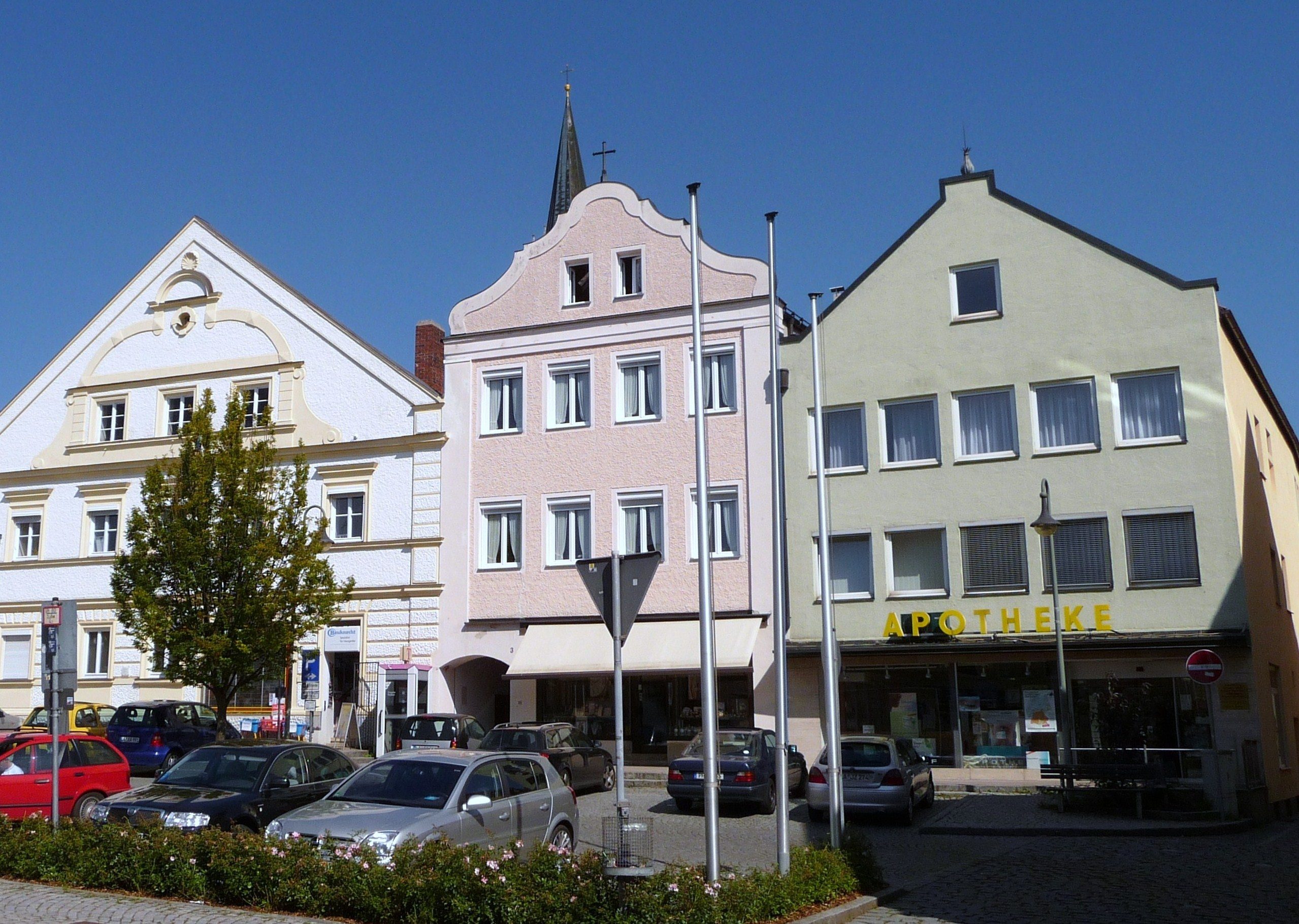
Bürgerhäuser am Marktplatz

Am 10. April 1383 erklärte Herzog Friedrich die Schirmvogtei über Geisenhausen, womit der Herzog als Landfriedenswahrer sein überlegenes Gerichtsrecht durchsetzte. Im Jahr 1393 überließ Hedwig von Fraunhofen die Vogtei für 10.000 Gulden den Landshuter Wittelsbachern. Diese machten aus der Vogtei des Domkapitels Augsburg 1411 ein Pfleggericht, welches 16 Orte umfasste, die Niedere Gerichtsbarkeit ausübte und im kleinen, allerdings zentral gelegenen Haarbach seinen Sitz hatte. Damit war über die Ausübung der Vogtei und die Umwandlung in ein Pfleggericht die Herrschaft der Wittelsbacher etabliert worden.

### 16. bis 18. Jahrhundert
Das älteste Bild des Marktes stammt von Hans Donauer aus dem Jahr 1590. Es befindet sich im Antiquarium der Residenz München. 1605 kaufte das Stift St. Martin und Kastulus in Landshut für 17.000 Gulden vom Domkapitel Augsburg die Grundherrschaft über die Propstei Geisenhausen.
Während des Dreißigjährigen Krieges ging Geisenhausen, das erstmals 1547 niederbrannte, in den Jahren 1635, 1640 und 1648 in Flammen auf. Der Geisenhausener Barockdichter Andreas Mayr (1595–1675) schilderte auf drastische Weise die Zustände während des Krieges. 1649 forderte die Pest 45 Tote in Geisenhausen. Die Bürger stifteten auf St. Theobald dem heiligen Sebastian eine Pestkerze, die heute noch vorhanden ist.
In der ersten Hälfte des 18. Jahrhunderts wirkte in Geisenhausen Pfarrer Dr. Franz Joseph Kastner.
Er belebte die Wallfahrt nach St. Theobald und ließ die Wallfahrtskirche von Grund auf renovieren. Aus eigener Kasse stiftete er im Jahr 1738 ein Krankenhaus und gründete einen Fonds zur Ausbildung junger Menschen.
Noch 1752 wurde die Geisenhausenerin Anna Amann, Geistnandl genannt, wegen Hexerei gefangen genommen und nach einem entsprechenden Prozess in Landshut enthauptet mit anschließender Verbrennung ihres Leichnams. 1760 erfolgte die Zusammenlegung der Herrschaft Geisenhausen-Haarbach mit dem Landgericht Vilsbiburg. Der Kastner von Geisenhausen verblieb im dortigen Kastenamt.

### 19. und 20. Jahrhundert
In der zweiten Hälfte des 19. Jahrhunderts siedelten sich in dem bis dahin überwiegend bäuerlich strukturierten Gemeinwesen zunehmend Handwerksbetriebe und Fabriken an. Im Jahr 1875 wurde die Leder- und Schäftefabrik Dräxlmaier gegründet, 1885 errichtete Jakob Zeiler eine Schäftefabrik. Um die Jahrhundertwende entstanden eine Malzfabrik und eine Ziegelei.
An der 1881 bis 1883 erbauten Bahnstrecke Neumarkt-Sankt Veit–Landshut entstand in Geisenhausen eine Bahnstation. 1894 wurde die Raiffeisenbank Geisenhausen gegründet. 1917 erhielt der Markt den elektrischen Strom. Am Rosenmontag des Jahres 1929 fand auf dem Marktplatz ein Faschingsmarkt mit Gauklern, Tanzbären, Seiltänzern, Wahrsagern und einer Tierschau statt.
Nach dem Zweiten Weltkrieg, in dessen Folge viele Heimatvertriebene integriert wurden, brachten die folgenden Jahrzehnte auch für Geisenhausen einen spürbaren Aufschwung. 1948 wurde im ehemaligen Gasthaus Huber-Keller ein Kino eröffnet. Von 1946 bis 1954 spielten die Fußballer des TV Geisenhausen in der höchsten niederbayerischen Spielklasse. Rund um den alten Ortskern wurden neue Baugebiete erschlossen. Eine neue Kläranlage wurde 1968 gebaut, 1971 das Freibad an der Vilsbiburger Straße eröffnet.
1981 brach im Baywa-Lagerhaus ein Großbrand aus. 1983 konnte das neue Rathaus am Marktplatz bezogen werden.

### Eingemeindungen
Im Rahmen der Gemeindegebietsreform kamen am 1. Juli 1972 die Gemeinde Bergham (teilweise) und am 1. Mai 1978 die Gemeinden Diemannskirchen und Salksdorf sowie große Teile der aufgelösten Gemeinde Holzhausen zu Geisenhausen.

### Einwohner
Gemäß Bayerischem Landesamt für Statistik  haben sich die Einwohnerzahlen jeweils zum 31. Dezember eines Jahres wie folgt entwickelt:
| Stand | Einwohner |
| ----- | --------- |
| 1960  | 4798      |
| 1970  | 4723      |
| 1980  | 4969      |
| 1990  | 5460      |
| 1995  | 5925      |
| 2000  | 6168      |
| 2005  | 6358      |

| Stand | Einwohner |
| ----- | --------- |
| 2006  | 6328      |
| 2007  | 6312      |
| 2008  | 6379      |
| 2009  | 6395      |
| 2010  | 6435      |
| 2011  | 6492      |
| 2012  | 6550      |

| Stand | Einwohner |
| ----- | --------- |
| 2013  | 6757      |
| 2014  | 6807      |
| 2015  | 6896      |
| 2016  | 6938      |
| 2017  | 7063      |
| 2018  | 7321      |
| 2023  | 7277      |

Seit 1972, dem Jahr der Gemeindereform, hat sich die Einwohnerzahl bis 2015 um 2094 Personen erhöht. Das entspricht einem Wachstum von 43,61 Prozent. In den letzten zehn (fünf) Jahren wuchs die Einwohnerzahl um 9,6 (6,9) Prozent.
Im Zeitraum 1988 bis 2018 stieg die Einwohnerzahl von 5321 auf 7321 um 2000 Einwohner bzw. um 37,6 %.
| Alter         | Einwohner nach Alter |
| ------------- | -------------------- |
| jünger als 18 | 19,9 %               |
| 18 bis 29     | 13,0 %               |
| 30 bis 49     | 29,1 %               |
| 50 bis 64     | 19,5 %               |
| älter als 65  | 18,6 %               |

## Politik

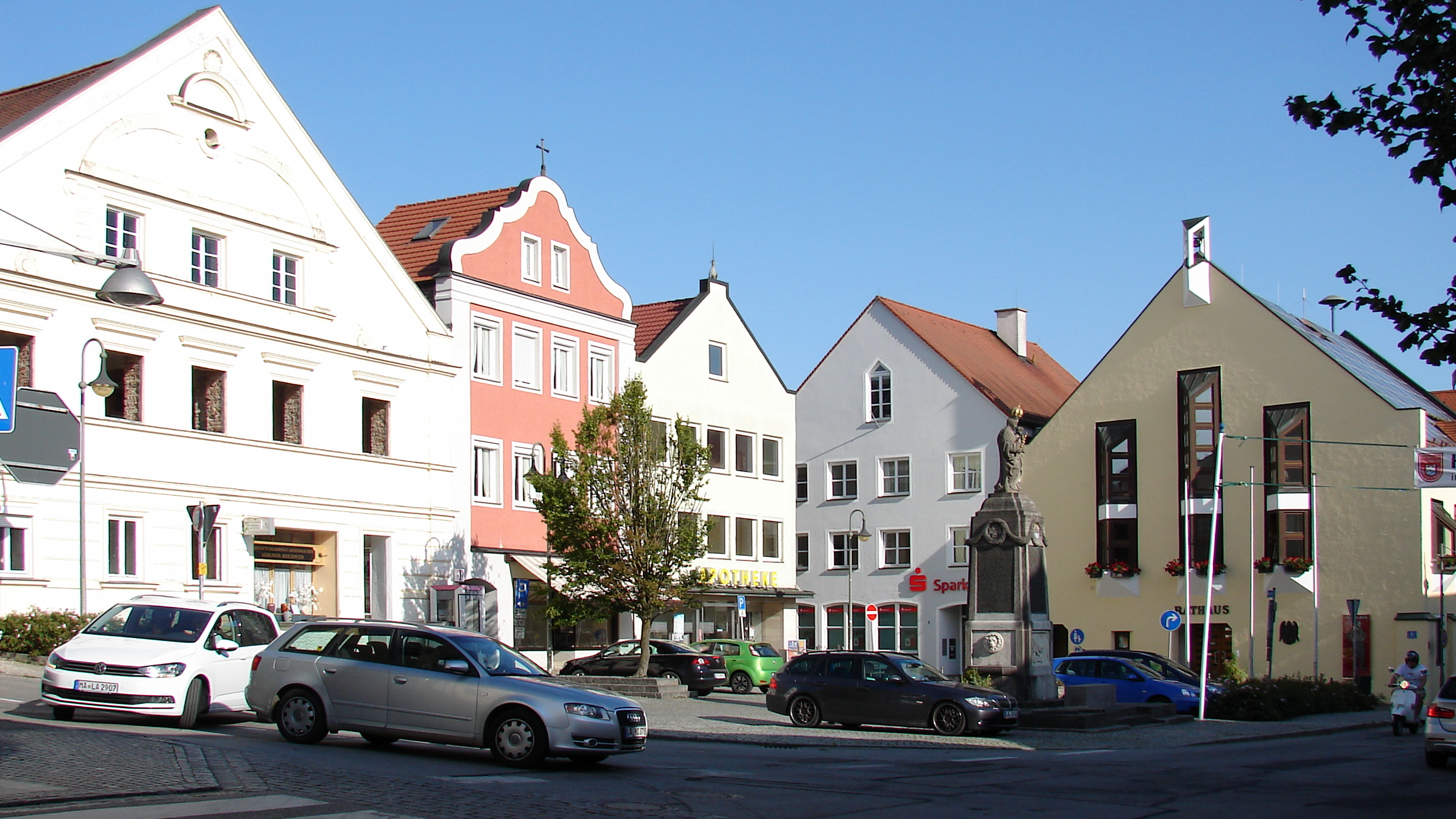
Der Marktplatz mit Rathaus (rechts)

Acht Monate nach Kriegsende fanden am 27. Januar 1946 die ersten Kommunalwahlen (Gemeinderatswahlen) in den kreisangehörigen Gemeinden Bayerns statt. In den Monaten April und Mai 1946 folgten dann noch die ersten Wahlen der Bürgermeister, Landräte sowie Kreistage. 2006 wurde das 60-jährige Jubiläum begangen.
Mitgliedschaften in Zweckverbänden
- Gewässerunterhaltungszweckverband Landshut-Kelheim-Dingolfing-Landau
- Regionaler Planungsverband Landshut
- Schulverband Geisenhausen
- Schulverband Kirchberg
- Zweckverband Kommunale Verkehrsüberwachung Südostbayern

Außerdem nimmt sie teil am Dialogforum Ost-Süd-Umfahrung Landshut.
Die Gemeindeverwaltung erbringt 304 verschiedene behördliche Leistungen.

### Gemeinderat
Die Gemeinderatswahlen seit 2008 führten zu folgenden Sitzverteilungen:
| Partei/Liste                             | 2020 | 2014 | 2008 |
| ---------------------------------------- | ---- | ---- | ---- |
| CSU                                      | 5    | 7    | 8    |
| Freie Wähler                             | 8    | 6    | 6    |
| SPD/Freie Bürgerliste/Neue Liste1/Grüne2 | 4    | 5    | 6    |
| Junge Liste Geisenhausen                 | 3    | 2    | –    |
| Gesamt                                   | 20   | 20   | 20   |

1Neue Liste: nur 2018 2Grüne: nur 2020
Nach der Kommunalwahl 2014 (zum Vergleich: Kommunalwahl 2008) waren darunter 14 Männer und sechs (vier) Frauen.

### Bürgermeister
Bis 2014 bekleidete das Amt des Ersten Bürgermeisters Robert Maier (Freie Wähler). Dieser wurde 2002 in dieses Amt hineingewählt. Bei den Kommunalwahlen 2008 wurde er im Amt bestätigt. Bei den Kommunalwahlen 2014 ergab die erste Runde keine absolute Mehrheit für einen der drei Kandidaten. Am 30. März 2014 wurde Josef Reff (FW) in der Stichwahl mit 56,6 % der Stimmen zum neuen Bürgermeister gewählt  2020 wurde er mit 89,6 % der Stimmen bei einem Gegenkandidaten im Amt bestätigt. Zweiter Bürgermeister ist Siegfried Kaschel, Dritter Bürgermeister ist Johann Staudinger.
Ehemalige Bürgermeister
| Amtszeit  | Bürgermeister |
| --------- | ------------- |
| 2002–2014 | Robert Maier  |

### Wappen
| Wappen von Geisenhausen | Blasonierung: „Über Schildfuß mit den bayerischen Rauten in Rot ein silbernes Haus mit Treppengiebel und zwei seitlichen Zinnentürmen; Schildhalter: ein von vorne gesehener wachsender silberner Engel.“ |
| Wappen von Geisenhausen | Wappenbegründung: Das schlossartige Haus mit dem hohen Giebel und den seitlichen Türmen ergibt ein für den Ortsnamen redendes Bild. Die Rauten im Schildfuß symbolisieren die wittelsbachische Ortsherrschaft und verweisen auf die Verleihung der Marktrechte durch die niederbayerischen Herzöge im Jahr 1327. Die Gestaltung des Hauses variierte über die Jahrhunderte von einer mauerartigen Fassade, einem Burgtor bis zu einer Zinnenmauer. Das Wappen ist im Halbrundschild in dem seit 1514 nachweisbaren Siegel überliefert. Der Siegelstempel wird wohl bald nach der Bestätigung der Marktrechte im Jahr 1453 entstanden sein. Die Neufassung des Marktwappens 1953 orientierte sich an der Gestaltung im ältesten Siegel und bestätigte ausnahmsweise die Beibehaltung des in fast allen Siegeln seit 1556 nachweisbaren Engels als Schildhalter. |

## Kultur und Sehenswürdigkeiten

### Musik

#### Musical
Vom Förderkreis Junge Musik wurden die beiden Musicals "Eine Nacht erwacht" und "Tangerine" mit Laienbesetzung im Jungbräusaal inszeniert. "Tangerine" wurde über 150 Mal aufgeführt.

#### Bunkerbands
Im Bunker unter der Mehrzweckturnhalle haben sich eine Reihe von Bands formiert, die auf zahlreichen Festivals in Bayern mitwirken, unter anderem die Elektro-Punk-Band Frittenbude sowie Pandoras.box.

### Film
1978 wurde in Geisenhausen und Umgebung der Kino- und Fernsehfilm Schluchtenflitzer von Rüdiger Nüchtern gedreht. Das Freibad war 2005 Drehort für den Film Grenzverkehr.

### Baudenkmäler

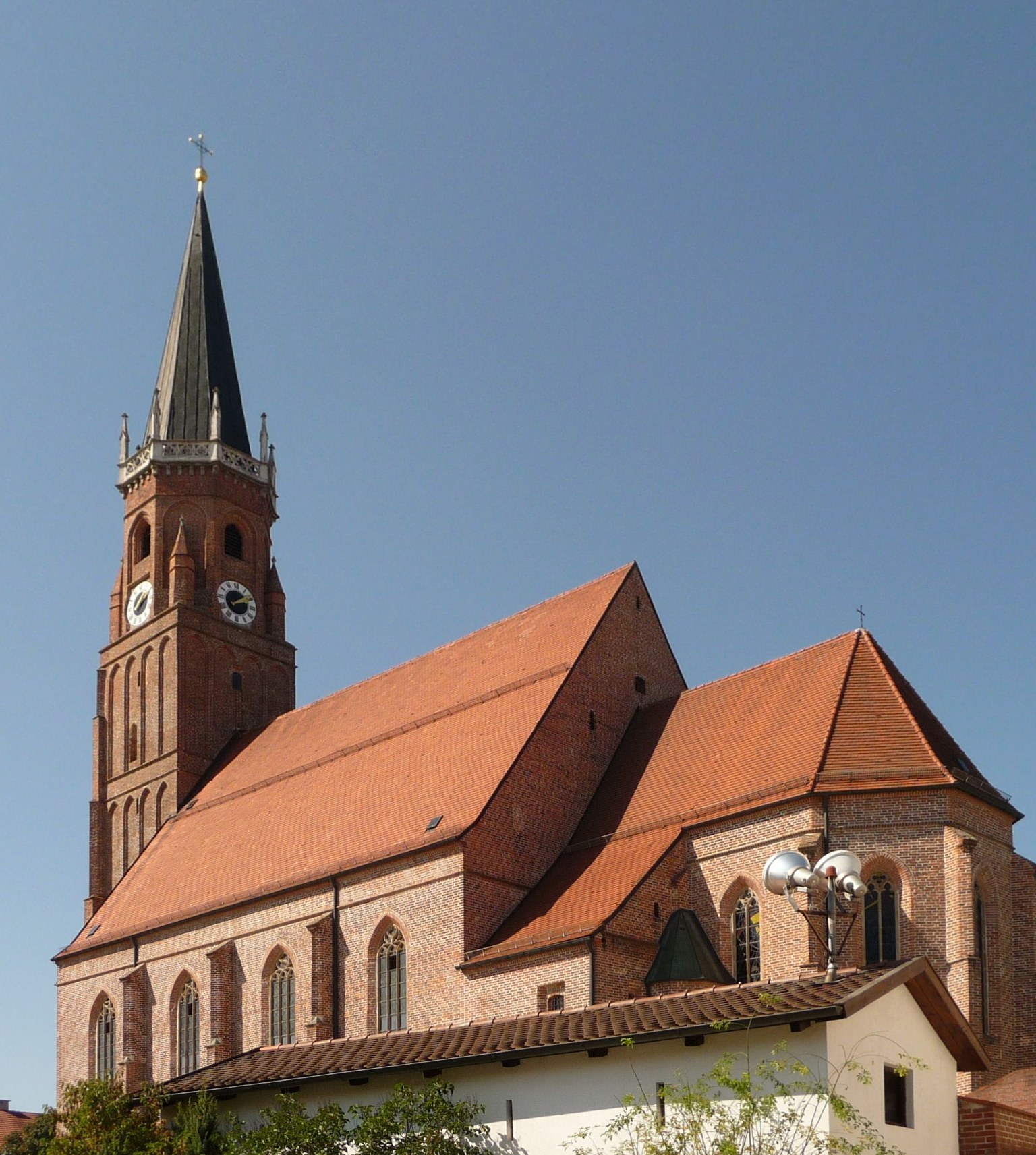
Die Pfarrkirche St. Martin

- Die imposante spätgotische Pfarrkirche St. Martin erinnert stark an die gleichnamige Kirche in Landshut. Sie wurde ab 1477 von den Meistern der Landshuter Bauhütte erbaut. 1688 wurde sie barockisiert, 1852 bis 1870 im Sinne der Neugotik regotisiert. Im neugotischen Hochaltar befindet sich eine Schnitzarbeit von 1520 bis 1530, die den berittenen hl. Martin mit dem Bettler zeigt. Im Chorbogen hängt ein großes Kruzifix von 1688.
- Die Ende des 13. Jahrhunderts entstandene, 1450 ausgebaute und 1712 barockisierte Kirche St. Theobald war eine Wallfahrtskirche. Sie enthält eine sitzende Hochfigur des Bischofs Theobald aus dem Anfang des 16. Jahrhunderts. Der Pfarrverband Geisenhausen gehört zum Erzbistum München und Freising.
- Die Marktstraße ist mit zum Teil historischen Bürgerhäusern des 19. Jahrhunderts gesäumt.
- Das Trachtenkulturzentrum des Bayerischen Trachtenverbandes im ehemaligen Pfarrhof des Gemeindeteils Holzhausen.

### Naherholung
- Freibad Geisenhausen

### Sport
Kickboxen
2014 holten die für den KSV Geisenhausen e. V. startenden Lisa-Maria Schandl aus Günzkofen und Pauline Schlau aus Geisenhausen jeweils einen Weltmeistertitel bei den Weltmeisterschaften im Kickboxen in Rimini/Italien. Antonia Landeck aus Geisenhausen holte 2021 in Montegro den Europameistertitel im Einzel sowie 2024 in Budapest/Ungarn den Weltmeistertitel im Einzel und im Team.
Eishockey
In Geisenhausen gab es unter den Namen EC und SB Geisenhausen einen Eishockeyverein, der in den Jahren 1978 bis 2001 am Spielbetrieb des Bayerischen Eissportverbandes (BEV) teilnahm. Die größten Erfolge erreichte dabei die 1. Eishockeymannschaft 1980 mit der Bayerischen Vizemeisterschaft sowie den 2. Platz an der Teilnahme zur Aufstiegsrunde Regionalliga Süd und 1978 mit der Meisterschaft in der Eishockey-Landesliga Bayern Gruppe II und den damit verbundenen Aufstieg in die Eishockey-Bayernliga. Geisenhausen hat heute eine Hobbymannschaft, den EHC Geisenhausen, der in der Landshuter Eishockey-Hobby-Liga (LEHL) spielt.

### Regelmäßige Veranstaltungen
- Rosenmontagsumzug der Tollemogei
- Haferlmarkt
- Volksfest während des Pfingstwochenendes
- Jugendkulturfestival „Bunte Zeiten“ veranstaltet vom Landkreis Landshut
Es fand zwischen 1999 und 2010 sieben Mal statt, bevor das Projekt eingestellt wurde.[25]
- Hallenfest der Freiwilligen Feuerwehr Markt Geisenhausen immer am 15. August

## Wirtschaft und Infrastruktur
Die Firma Pöschl Tabak, die größte Schnupftabakfirma der Welt, hat in Geisenhausen ihren Hauptsitz.
Infolge einer entsprechenden Bewertung seiner Wirtschaftskraft erfolgte für den Markt Geisenhausen – wie bereits von 2015 bis 2019 – auch für das Jahr 2020 vom Freistaat Bayern keine Schlüsselzuweisung.
| Zuweisungen an     | Jahr | Jahr | Jahr | Jahr | Jahr | Jahr |
| Zuweisungen an     | 2015 | 2016 | 2017 | 2018 | 2019 | 2020 |
| ------------------ | ---- | ---- | ---- | ---- | ---- | ---- |
| Markt Geisenhausen | 0    | 0    | 0    | 0    | 0    | 0    |

### Land- und Forstwirtschaft
Bestanden im Jahr 1999 noch 164 landwirtschaftliche Betriebe, ging deren Zahl bis 2010 auf 129 zurück.
| Betriebsgröße in h–a | Anzahl der Betriebe | Anzahl der Betriebe |
| Betriebsgröße in h–a | 1999                | 2010                |
| -------------------- | ------------------- | ------------------- |
| unter 5              | 21                  | 4                   |
| 5 bis unter 10       | 16                  | 11                  |
| 10 bis unter 20      | 36                  | 34                  |
| 20 bis unter 50      | 76                  | 59                  |
| 50 oder mehr         | 15                  | 21                  |
| Gesamt               | 164                 | 129                 |

### Bauen und Wohnen
| Gemeindeteil    | Wohnbauflächen ausgewiesene Baugebiete | unbeplanter Innenbereich | ausgewiesene gewerbliche Bauflächen | Ackerland |
| --------------- | -------------------------------------- | ------------------------ | ----------------------------------- | --------- |
| Geisenhausen    | 135 €                                  | 135 €                    | 55 €                                | 7 €       |
| Diemannskirchen |                                        | 65 €                     |                                     | 7 €       |
| Salksdorf       |                                        | 60 €                     |                                     | 7 €       |
| Holzhausen      |                                        | 50 €                     |                                     | 7 €       |

### Energie
2014 lag der Stromverbrauch im Markt Geisenhausen bei etwa 47 MWh/Jahr. Dem standen etwa 17 MWh/Jahr auf dem Gebiet des Marktes produzierten Stromes aus regenerativen Energiequellen (erfasst über das Erneuerbare-Energien-Gesetz (EEG)) entgegen. Damit liegt der Anteil an Strom aus erneuerbaren Energien bei 36 % (zum Vergleich: Im Landkreis Landshut beträgt dieser Anteil 43 %). Der größte Zubau fand in den Jahren 2008 bis 2012 statt.

#### Biomasse
Zirka 3.936 MWh/Jahr werden in fünf Biomasseanlagen auf dem Gebiet des Marktes Geisenhausen erzeugt:
- Diemannskirchen – 30 kWelektrisch
- Geisenhausen – 5 kWelektrisch
- Höhenberg – 240 kWelektrisch
- Kuglöd – 160 kWelektrisch

–

#### Photovoltaik
Fast 12.987 MWh/Jahr Solarstrom werden auf dem Gebiet des Marktes Geisenhausen mit 627 Anlagen auf Dächern von privaten wie gewerblich oder landwirtschaftlich genutzten Gebäuden produziert. Die installierte elektrische Leistung beträgt knapp 12 MWpeak.
–

#### Windkraft
Auf dem Gebiet des Marktes Geisenhausen gibt es keine Windkraftanlage. Potenzial für die Errichtung von Windkraftanlagen ist vorhanden. Mit Bescheid vom 13. Januar 2014 wurde von der Regierung von Niederbayern die Sechste Verordnung zur Änderung des Regionalplans Landshut für verbindlich erklärt, die die Verfügbarkeit von Flächen für die Windkraft regelt. Diese sieht Vorranggebiete aber keine Vorbehaltsgebiete für den Markt Geisenhausen vor. Vorranggebiete für Windkraft sind demnach:
- WK 47 Wörnstorf
- WK 48 Schneitberg
- WK 49 Lampeln
- WK 50 Aukam
- WK 51 Vorrach
- WK 52 Untergangkofen[34]

Es gab Planungen im Bereich des WK 52 eine Windkraftanlage zu errichten. Für einen dafür im Zuge der 10-H-Regelung notwendigen Bebauungsplan gab es aber Anfang Juli 2016 keine Mehrheit im Gemeinderat. Im August 2020 beschloss der Gemeinderat sich im Rahmen des vom Bayerischen Staatsministerium für Wirtschaft, Landesentwicklung und Energie ausgelobten Programmes „Aufwind“ um einen sogenannten regionalen Windkümmerer zu bewerben.

#### Wasserkraft
Eine Wasserkraftanlage an der Kleinen Vils im Gemeindeteil Grabmühle mit einer Leistung von 8 kWelektrisch liefert eine mittlere Jahresproduktion von 38.000 kWh ins Netz der Bayernwerk.

### Verkehr

#### Fernverkehr
Zur Autobahn A92 München-Deggendorf sind es etwa 20 Kilometer. Die Autobahnanbindung erfolgt dabei über die Stadt Landshut. Der nächste Flughafen München ist etwa 55 Kilometer entfernt und kann über die A 92 erreicht werden.
Geisenhausen liegt an der Bundesstraße 299 (Landshut-Altötting), die über drei Zubringerstraßen in nordöstlicher, östlicher und südöstlicher Richtung erreicht wird. Die geplante Bundesstraße 15n soll an Geisenhausen vorbeiführen. Im Rahmen dieses Straßenbauprojektes würde Geisenhausen über die sogenannte östliche Umfahrung Landshut an das Autobahnkreuz der B 15neu mit der A 92 angeschlossen; mit der Weiterführung als sogenannte südliche Umfahrung Landshut an die B 15 (alt). Als sogenannte Ost-Süd-Umfahrung Landshut sind diese beiden Straßenprojekte in den vordringlichen Bedarf des Bundesverkehrswegeplanes 2030 eingestuft.

#### Nah- und Regionalverkehr

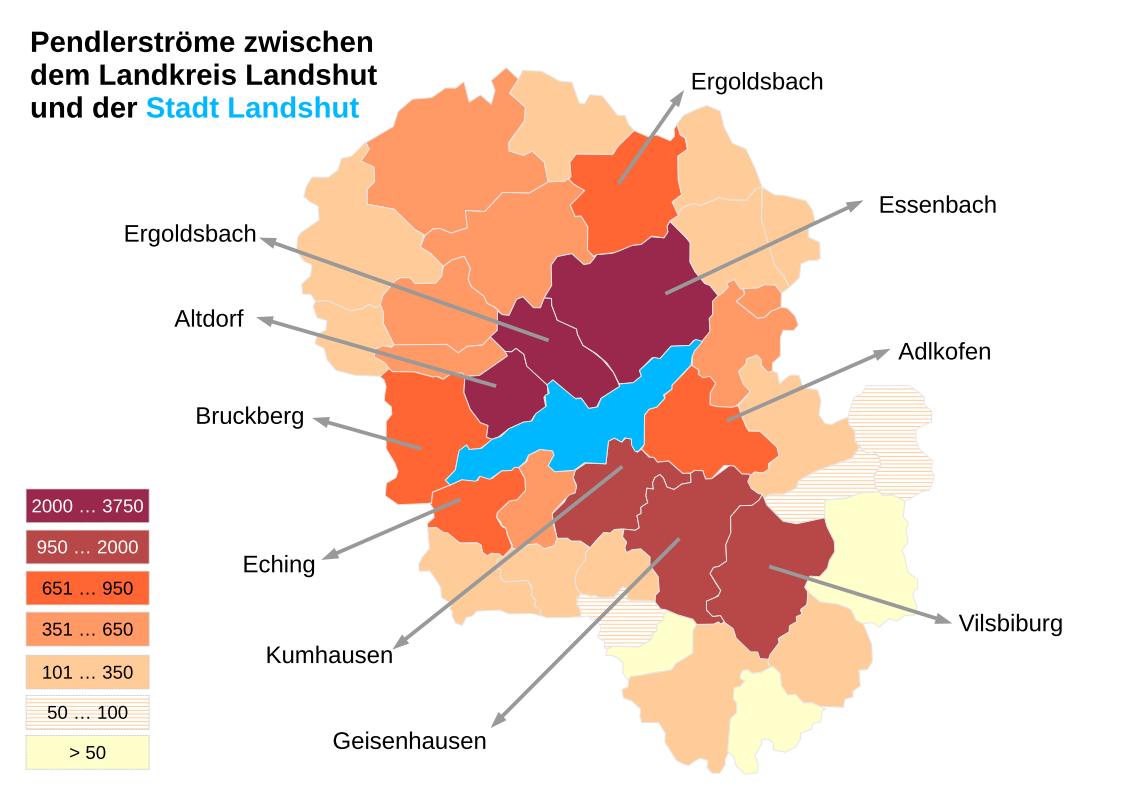
Darstellung der Pendlerströme aus den Gemeinden des Landkreises Landshut in die Stadt Landshut und umgekehrt. Stand: 30. Juni 2016

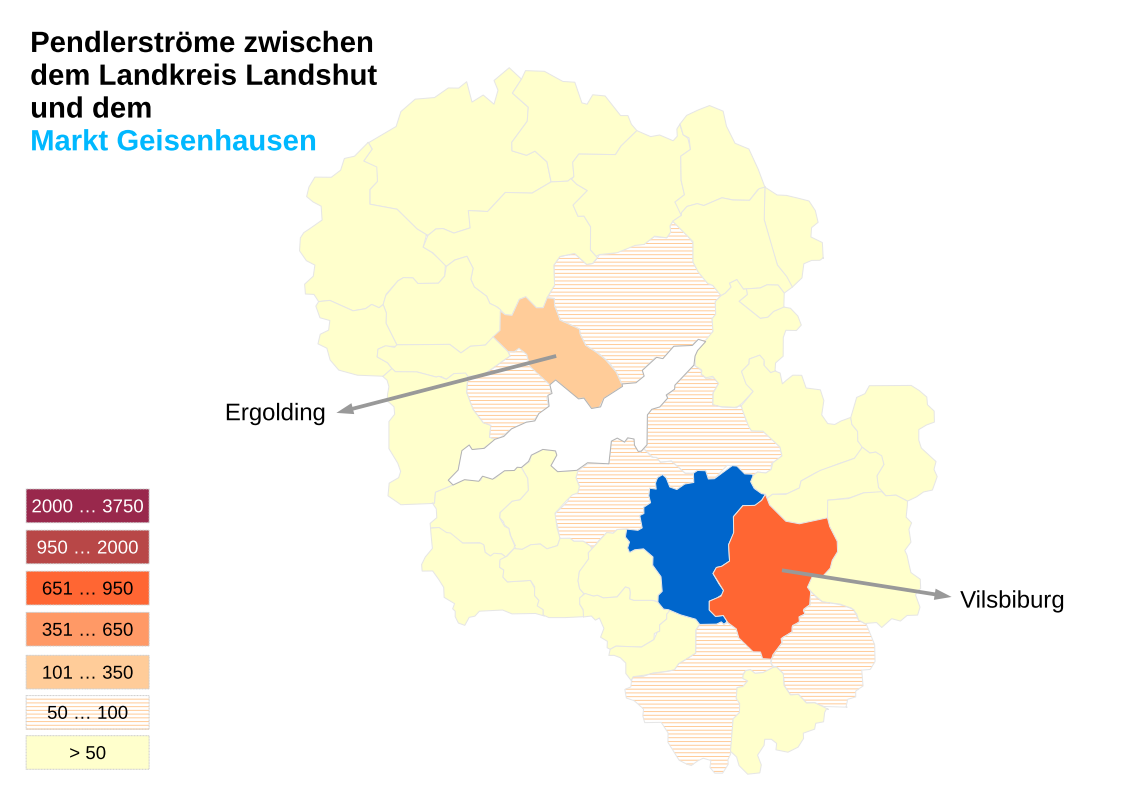
Darstellung der Pendlerströme aus den Gemeinden des Landkreises Landshut in den Markt Geisenhausen und umgekehrt. Stand: 30. Juni 2016

Geisenhausen ist eines von mehreren Wirtschaftszentren des Landkreises Landshut. Entsprechend weist Geisenhausen einen hohen Pendlerverkehr auf (siehe Grafik). Bezogen auf die Landkreisgemeinden bewegt sich der Hauptpendlerstrom zwischen Geisenhausen und der Stadt Vilsbiburg; an zweiter Stelle folgt Ergolding. Weitaus größer ist aber der Pendlerverkehr zwischen Geisenhausen und der Stadt Landshut ausgeprägt.
Der Markt Geisenhausen liegt im Kreuzungspunkt dreier Kreisstraßen: Die LA 8 führt nach Süden und die LA 31 nach Nordosten, wohingegen die LA 21 von Nordwesten kommend in südöstlicher Richtung bis zur B 299 verläuft.

#### Schienenverkehr
Am Bahnhof halten Züge der Bahnstrecke Neumarkt-Sankt Veit–Landshut.

### Bildung und Erziehung
- Grund- und Mittelschule St. Martin Geisenhausen[38][39][40]
- Priv. Montessori-Volksschule Geisenhausen (Grund- und Hauptschule)[38][41]
- Montessori Fachoberschule Geisenhausen, Privatschule mit den Ausbildungsrichtungen Gestaltung und Sozialwesen[42][43]
- Hort Geisenhausen[44]
- Kindergarten St. Martin[44]
- Kinderkrippe St. Martin[44]
- Kindergarten St. Theobald[44]
- Kinderkrippe St. Theobald[44]
- Kindergarten St. Theobald Waldgruppe[44]
- Kindergarten Kita an der Vils[44]

## Vereine
Unter anderem gibt es einen 1983 gegründeten Kampfsportverein, der sich auf Kickboxen spezialisiert hat.

## Persönlichkeiten

### Söhne und Töchter des Marktes
- Burkhard (* nach 926; † um 981) Graf von Geisenhausen und Markgraf der Marcha orientalis (Ostmark, später Österreich)
- Heinrich I. (* unbekannt; † 13. Juli 982 Schlacht am Capo Colonna) Graf von Geisenhausen und Bischof von Augsburg
- Theobald Beer (* 1902; † 2000), katholischer Priester und Lutherforscher
- Martin Flörchinger (* 1909; † 2004), Schauspieler
- Johann Freiberger (* um 1470; † 1541), deutscher Geschichtsschreiber
- Simon Konrad Landersdorfer (* 1880; † 1971), von 1936 bis 1968 der 81. Bischof von Passau
- Franz Steer (* 1958), Eishockeyspieler und -trainer
- Rainer Metzger (* 1961), Kunsthistoriker
- Michaela Geissler (* 1966), Bildhauerin mit Atelier in Hörlkam
- Florian Geissler (* 1968), Bildhauer mit Atelier in Hörlkam
- Renate Wackerbauer, Professorin für Physik an der University of Alaska Fairbanks
- Erich Winkler, Bronzemedaillengewinner Sommer-Paralympics 2004, Radsport
- Johannes Rögner, Sänger der Band Frittenbude[46]

### Personen in Verbindung mit Geisenhausen
- Günter Eich (* 1907; † 1972), Schriftsteller, lebte einige Jahre hier.[47]